# Триест
 Тази статия е за града в Италия.  За провинцията вижте Триест (провинция).  
Трѝест (на италиански: Trieste – Триесте; на фриулийски и на немски: Triest; на словенски и на хърватски: Trst, Тръст) е град и община в Североизточна Италия, административен център на едноименната провинция Триест в регион Фриули-Венеция Джулия.
В България е прието названието Триест. Население 208 781 жители (2009). Градът е пристанище в Триесткия залив.

## Музика
От града е симфоник/пауър метъл групата Rhapsody of Fire.

## Спорт
Представителният футболен отбор на града носи името УС Триестина. Дългогодишен участник е във втория ешелон на италианския футбол Серия Б.

## Известни личности
Родени в Триест
- Чезаре Малдини (1932 – 2016), футболист и треньор
- Пиетро Монтани (1829 – 1887), главен архитект на Източна Румелия
- Паоло Целини (р. 1946), математик

Починали в Триест
- Джовани Варлиен (1911 – 1990), футболист и треньор
- Светозар Маркович (1846 – 1875), сръбски общественик и политик

## Галерия
- Замък „Мирамаре“
- канал

- Кметство